# الجريبي (مناخة)

تعديل مصدري - تعديل

الجريبي هي إحدى قرى عزلة لهاب بمديرية مناخة التابعة لمحافظة صنعاء، بلغ تعداد سكانها 279 نسمة حسب تعداد اليمن لعام 2004.